# Wingen
Wingen ist eine französische Gemeinde im Département Bas-Rhin in der Region Grand Est (bis 2015 Elsass). Sie liegt im Arrondissement Haguenau-Wissembourg und im Kanton Reichshoffen.
Das Dorf ist von Wald umgeben, der über drei Viertel der Gemeindefläche bedeckt. Es gehörte früher wie der Nachbarort Climbach zur Herrschaft Hohenburg. Wenig nördlich liegt der Ortsteil Kleinwingen (französisch Petit Wingen oder elsässisch Neudoerfel).
Das Gebiet um Wingen gehört zum Regionalpark Nordvogesen, der zusammen mit dem angrenzenden Pfälzerwald ein Biosphärenreservat der UNESCO bildet.

## Bevölkerungsentwicklung

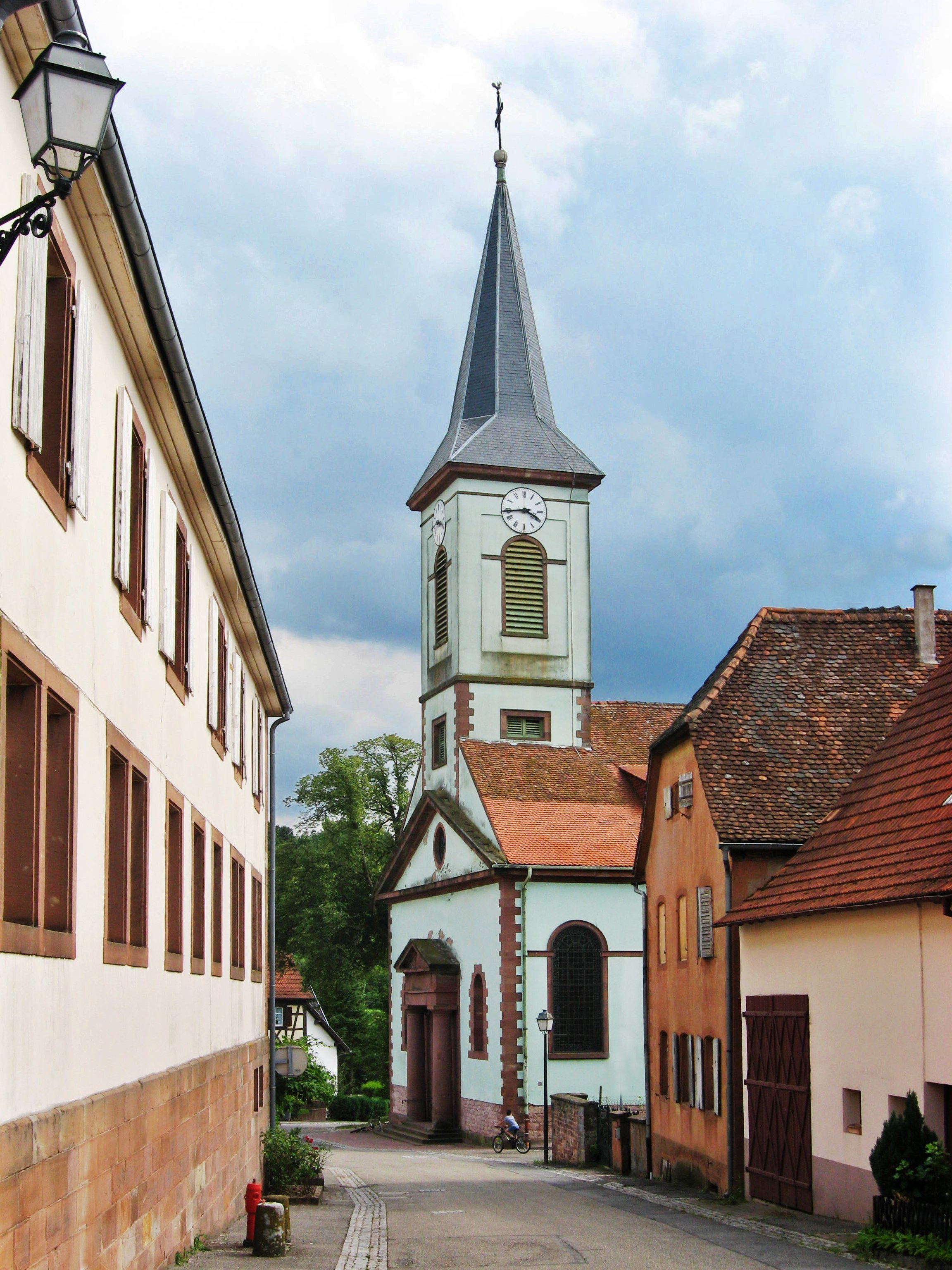
Kirche St. Bartholomäus

| Jahr      | 1793 | 1836 | 1962 | 1968 | 1975 | 1982 | 1990 | 1999 | 2007 | 2017 |
| Einwohner | 506  | 984  | 470  | 496  | 485  | 451  | 456  | 470  | 455  | 453  |

## Sehenswürdigkeiten
(Quelle: )
- Keltenstall: Überreste einer keltischen Siedlung, nur noch Mauerreste vorhanden
- Rüsselstein (französisch: pierre à cupule): ein großer flacher Felsen mit schüsselförmiger Vertiefung, ca. 350 vor ChristusRüsselstein

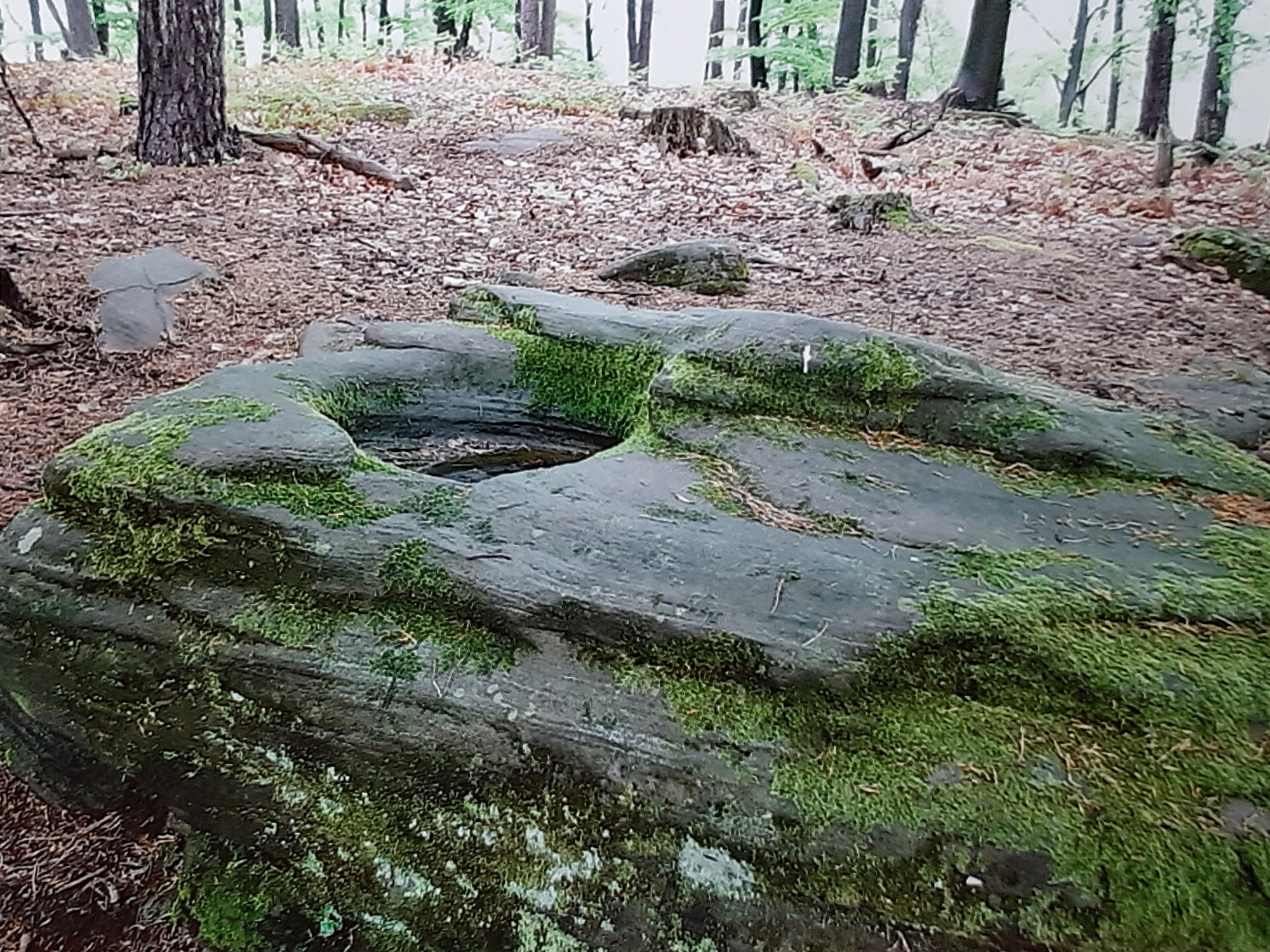
Rüsselstein

- Le château du Hohenbourg: erbaut im 13. Jahrhundert, im 16. Jahrhundert zerstört und wieder aufgebaut
- Le Loewenstein: Reste einer Burg aus dem 13. Jahrhundert, hat vielleicht zur Hohenbourg gehört

## Persönlichkeiten
- Léon-Adolphe Messmer (1900–1987), Kapuziner und römisch-katholischer Bischof in Madagaskar
- Christoph Stückelberger (* 1951), Schweizer Pfarrer und Theologe